# 6 oktober
6 oktober is de 279ste dag van het jaar (280ste dag in een schrikkeljaar) in de gregoriaanse kalender. Hierna volgen nog 86 dagen tot het einde van het jaar.

## Gebeurtenissen
- Algemeen
  - 1649 - Johan Lodewijk van Nassau-Ottweiler huwt met Dorothea Catharina van Palts-Birkenfeld-Bischweiler.
  - 1955 - De Franse autofabrikant Citroën introduceert de Citroën DS.[1]
  - 1981 - Vliegtuigongeval Moerdijk: een Fokker F28-4000 van de NLM stort neer in zwaar onweer bij Moerdijk.
  - 2006 - Vanwege een gigantische chemische brand in de Amerikaanse staat North Carolina moeten meer dan 16.000 personen worden geëvacueerd.[1]
  - 2015 - Voor de Belgische kust komen het Nederlands vrachtschip Flinterstar en de LNG-tanker Al Oraiq varend onder de vlag van de Marshalleilanden met elkaar in aanvaring. De tanker kan naar de haven van Zeebrugge worden gesleept. Het 130 meter lange vrachtschip zinkt. Alle 12 bemanningsleden kunnen worden gered.
  - 2015 - Bij een aanval op een hotel in Jemen komen minstens 15 mensen om het leven.
  - 2015 - Alle hulporganisaties verlaten de Afghaanse stad Kunduz vanwege de hevige gevechten aldaar.
  - 2016 - Bij een aanval door Al-Shabaab in de stad Mandera worden zes christenen gedood.[2]
  - 2023 - De Nobelprijs voor de Vrede is dit jaar toegekend aan de Iraanse mensenrechtenactiviste Narges Mohammadi voor haar strijd tegen de onderdrukking van vrouwen in Iran en haar inspanningen voor mensenrechten en vrijheden voor iedereen.[3][4]
  - 2023 - Voor het eerst wordt in Portugal een transgender vrouw uitgeroepen tot Miss Portugal. De winnares, de 28-jarige stewardess Marina Machete, mag nu haar land vertegenwoordigen bij de Miss Universe 2023 verkiezing en ze zal het daarbij onder meer moeten opnemen tegen Rikkie Kollé de eerste Nederlandse transgender vrouw die op 8 juli 2023 tot Miss Nederland is verkozen.[5]

- Economie
  - 2011 - De regering van Venezuela gaat huizen op de Caraïbische eilandengroep Los Roques onteigenen, aldus president Hugo Chávez.
  - 2012 - Honderden stakende mijnwerkers komen in de Zuid-Afrikaanse stad Rustenburg bijeen om te protesteren tegen een massaontslag bij de mijngigant Anglo American Platinum (Amplats). Het bedrijf ontsloeg 12.000 arbeiders die aan een wilde staking hadden meegedaan.
  - 2015 - Elektronicaketen Dixons en computerketen MyCom zijn failliet verklaard.
  - 2016 - Het aandeel van Twitter daalt met zo'n 10%, nadat is gebleken dat Google niet geïnteresseerd is in overname van Twitter.[6]
- Kunst en cultuur
  - 1983 - De later met een Gouden Kalf bekroonde film De illusionist van regisseur Jos Stelling gaat in première.
- Media
  - 1990 - Eerste aflevering van F.C. De Kampioenen op TV1. (De Nieuwe Truitjes).[7]
  - 1993 - Sabine Hagedoren presenteert voor de eerste keer het weerbericht op de Belgische televisie.[7][8]
  - 1994 - De Soundmixshow wordt gewonnen door Glenda Batta met een vertolking van het nummer One Moment In Time van Whitney Houston.[9]
  - 1995 - Eerste aflevering van Baantjer wordt op televisie (RTL 4) vertoond. (De Cock en de motorclub-moord).
  - 2000 - Eerste aflevering van de Amerikaanse actieserie CSI: Crime Scene Investigation.[1] Deze serie wordt vanaf die dag vertoond op RTL 4.
  - 2022 - Even tot hier, het programma van cabaretiers Niels van der Laan en Jeroen Woe, wint de Gouden Televizier-Ring 2022.[10]
- Oorlog
  - 105 v.Chr. - Slag bij Arausio: In Gallië vernietigen de Cimbren en de Teutonen het Romeinse leger aan de Rhône.
  - 1799 - Slag bij Castricum.[1]
  - 1940 - De Duitse Jodenvervolging in Nederland begint met de ariërverklaringen van ambtenaren.[1]
  - 1973 - Begin van de Jom Kipoeroorlog.[1]
  - 2015 - Rusland voert luchtaanvallen uit op IS-doelen in de Syrische ruïnestad Palmyra.
- Politiek
  - 1928 - Chiang Kai-shek wordt president van Kwomintang-China.[1]
  - 1966 - Lsd wordt illegaal verklaard in de VS.[1]
  - 1981 - De Egyptische president Anwar Sadat wordt vermoord.[1]
  - 2015 - Het Europees Hof van Justitie bepaalt dat technologiebedrijven als Apple, Facebook, Google en Microsoft geen gegevens van Europeanen mogen opslaan in de Verenigde Staten.
  - 2015 - Turkije en de Europese Unie bereiken een conceptplan voor de opvang van vluchtelingen in het Europees Aziatisch land. Het plan voorziet onder meer in de bouw van zes nieuwe asielzoekercentra in Turkije met Europees geld.
  - 2016 - Het Hooggerechtshof van Tsjaad legt het Amerikaanse olieconcern ExxonMobil een naheffing op van 820 miljoen dollar wegens achterstallige belastingafdracht alsook een boete van 75 miljard dollar.
  - 2016 - Het Pakistaanse parlement neemt unaniem een wet aan tegen eerwraak.
  - 2016 - De Amerikaanse president Barack Obama kondigt vanwege orkaan Matthew de noodtoestand af in de Amerikaanse staat Florida. Later wordt deze verklaring uitgebreid naar de staten Georgia en South Carolina.[11]
  - 2017 - In Rwanda wordt Diane Rwigara, een prominente critica van president Paul Kagame, voor de rechter gebracht op beschuldiging van het aanzetten tot een opstand tegen de staat.
  - 2017 - In IJsland dreigt een financieel schandaal nu blijkt dat de huidige premier aan de vooravond van de bankencrisis zijn eigen geld mogelijk met voorkennis heeft veiliggesteld. Vlak voordat de IJslandse staat een noodlijdend investeringsfonds overnam, verkocht Bjarni Benediktsson zijn belangen in het fonds.
  - 2017 - Nelleke Vedelaar wint de opvolging van Hans Spekman als PvdA-voorzitter met 62,5 procent van de stemmen. Ze verslaat het duo Astrid Oosenbrug en Gerard Oosterwijk.
  - 2018 - Alexander Pechtold maakt bekend dat hij na 12 jaar stopt als partijleider van D'66 en Tweede Kamerlid.[12]
  - 2018 - De Amerikaanse Senaat benoemt Brett Kavanaugh tot rechter bij het Hooggerechtshof van de Verenigde Staten.[13]
  - 2019 - Burgemeester Pauline Krikke van Den Haag treedt per direct af. Dit na een vernietigende rapportage over de vreugdevuren in de nieuwjaarsnacht op het strand van Scheveningen begin dit jaar.
- Recreatie
  - 1889 - Opening van het cabaret de Moulin Rouge in Parijs.[1]
  - 2010 - Een dodelijk ongeval in het Disneyland park te Parijs. Een medewerker komt vast te zitten onder een van de boten van de darkride "It's a small world".
- Religie
  - 891 - Formosus wordt Paus.[1]
  - 1689 - Kardinaal Pietro Ottoboni wordt gekozen tot Paus Alexander VIII.
- Sport
  - 1901 - Oprichting van de Franse voetbalclub Amiens SC.
  - 1923 - In Vught wordt de Vughtse Mixed Hockey & Cricket Club MOP opgericht.
  - 2017 - In India begint de zeventiende editie van het WK voetbal voor spelers onder 17 jaar. Nigeria is de regerend kampioen.
  - 2021 - Bij de Europese Kampioenschappen baanwielrennen in het Zwitserse Grenchen pakt Jeffrey Hoogland het goud en zijn derde Europese titel op de tijdrit. Het zilver is voor Sam Ligtlee.[14]
- Wetenschap en technologie
  - 1790 - Introductie van het kunstmatige mineraalwater van Jacob Schweppe, later bekend onder de handelsnaam Schweppes.
  - 1927 - De eerste sprekende film The Jazz Singer in première.[1]
  - 1977 - Eerste vlucht van een Mikojan-Goerevitsj MiG-29 Fulcrum, een Russische straaljager.
  - 1990 - Lancering van Ulysses, het eerste ruimtetuig dat de polen van de zon onderzoekt. Om uit het zwaartekrachtvlak van de ecliptica te geraken, gebruikt Ulysses het enorme zwaartekrachtveld van Jupiter.
  - 1992 - De Verenigde Staten en Rusland tekenen een overeenkomst voor het uitwisselen van astronauten en kosmonauten.[15]
  - 2010 - Voor de ontwikkeling van de Heck-reactie wordt de Nobelprijs voor de Scheikunde dit jaar toegekend aan Richard F. Heck, Ei-ichi Negishi en Akira Suzuki.
  - 2014 - Het Nobelcomité maakt bekend dat de Amerikaanse neurowetenschapper John O'Keefe en het Noorse koppel psychologen May-Britt en Edvard Moser de Nobelprijs voor de Fysiologie of Geneeskunde is toegekend voor hun ontdekking van cellen die een positioneringssysteem in de hersenen vormen.
  - 2015 - De Japanner Takaaki Kajita en de Canadees Arthur B. McDonald krijgen de Nobelprijs voor de Natuurkunde toegekend vanwege het aantonen dat neutrino's massa hebben.
  - 2020 - Het Nobelcomité maakt bekend dat de Nobelprijs voor Natuurkunde dit jaar voor de helft gaat naar de Brit Roger Penrose en de andere helft gaat naar de Duitser Reinhard Genzel en de Amerikaanse Andrea Ghez. De wetenschappers ontvangen de prijs voor onderzoek naar zwarte gaten.[16]
  - 2021 - Het Nobelcomité maakt bekend dat de Nobelprijs voor Scheikunde dit jaar gaat naar de Duitser Benjamin List en de Amerikaan David MacMillan voor het ontwikkelen van een asymmetrische organische katalysator.[17]
  - 2021 - De Wereldgezondheidsorganisatie keurt het eerste malariavaccin, het RTS,S-vaccin, goed. De WHO adviseert om kinderen in de Sub-Sahara hiermee grootschalig in te enten.[18][19]
  - 2022 - De Nobelprijs voor Literatuur is dit jaar toegekend aan de Franse schrijfster Annie Ernaux. De jury waardeert de "moed en klinische scherpte" waarmee zij "de wortels, vervreemding en collectieve beperkingen van het persoonlijke geheugen blootlegt".
  - 2022 - Ruim 1 dag na de lancering koppelt het Dragon ruimtevaartuig "Endurance" van SpaceX met de Crew-5 bemanning succesvol met de Harmony module van het ruimtestation ISS.[20]
  - 2023 - Lancering van SpaceShipTwo van Virgin Galactic vanonder het draagvliegtuig VSS Unity voor de suborbitale Galactic 04 missie met aan boord 3 ruimtetoeristen waaronder de eerste Pakistaan.[21][22]
  - 2023 - Lancering van een Atlas V 501 raket van United Launch Alliance vanaf Kennedy Space Center Lanceercomplex 41 voor de Project Kuiper Protoflight missie met Kuipersat-1 en Kuipersat-2, twee prototype Project Kuiper satellieten.[23][24]

## Geboren

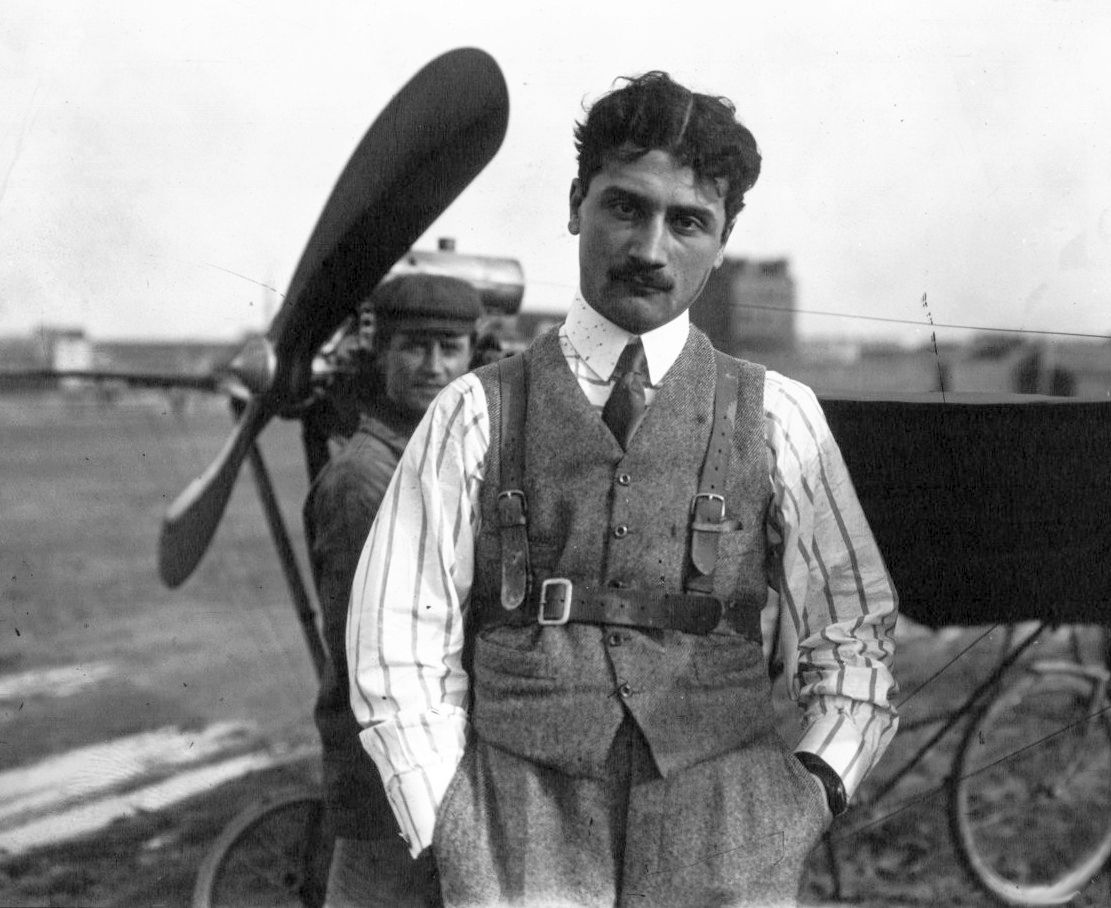
Roland Garros
geboren in 1888

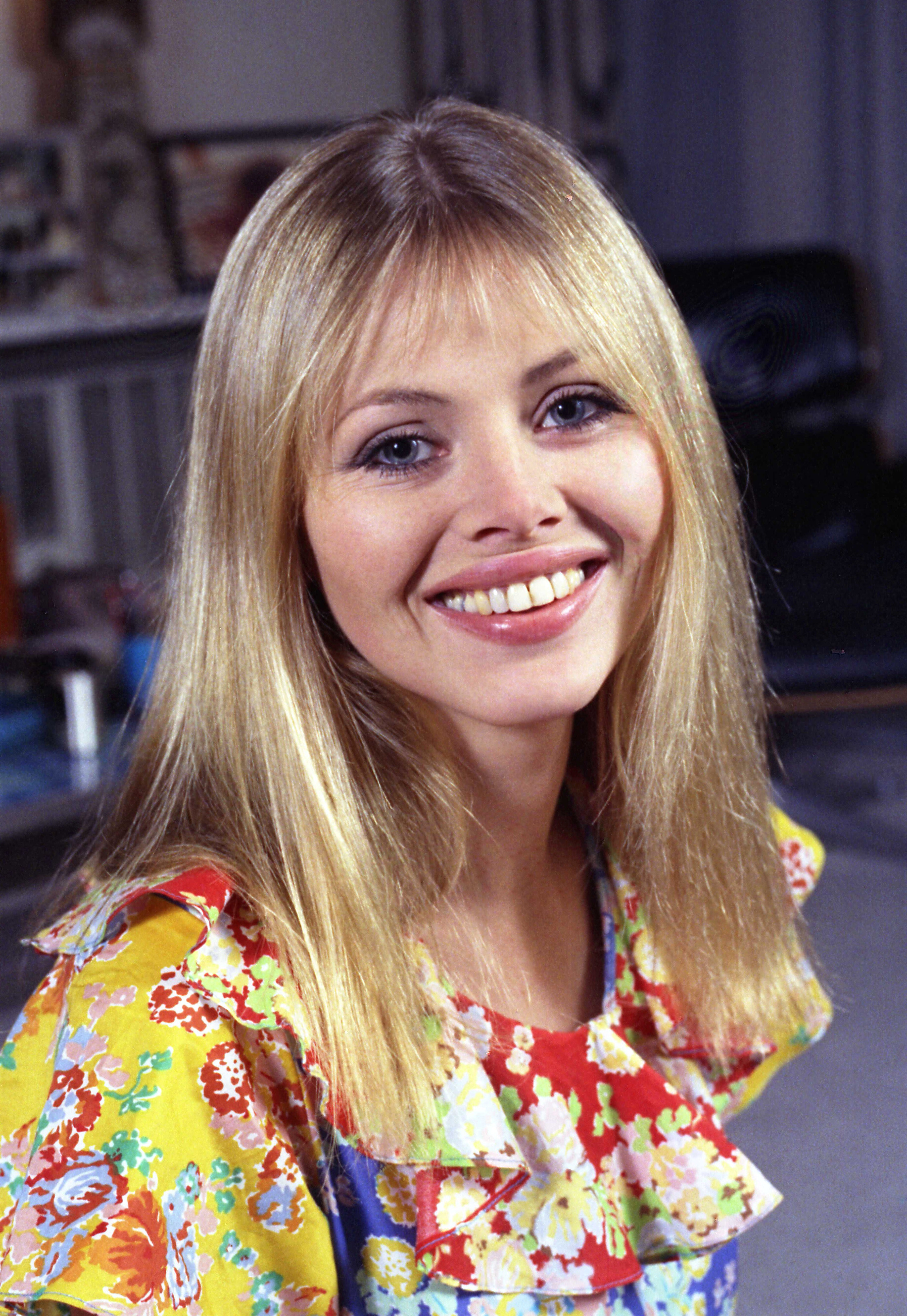
Britt Ekland
geboren in 1942

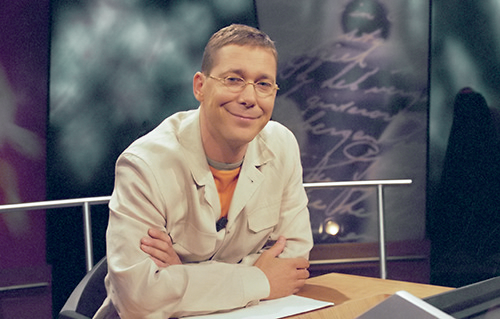
Hans Kesting
geboren in 1960

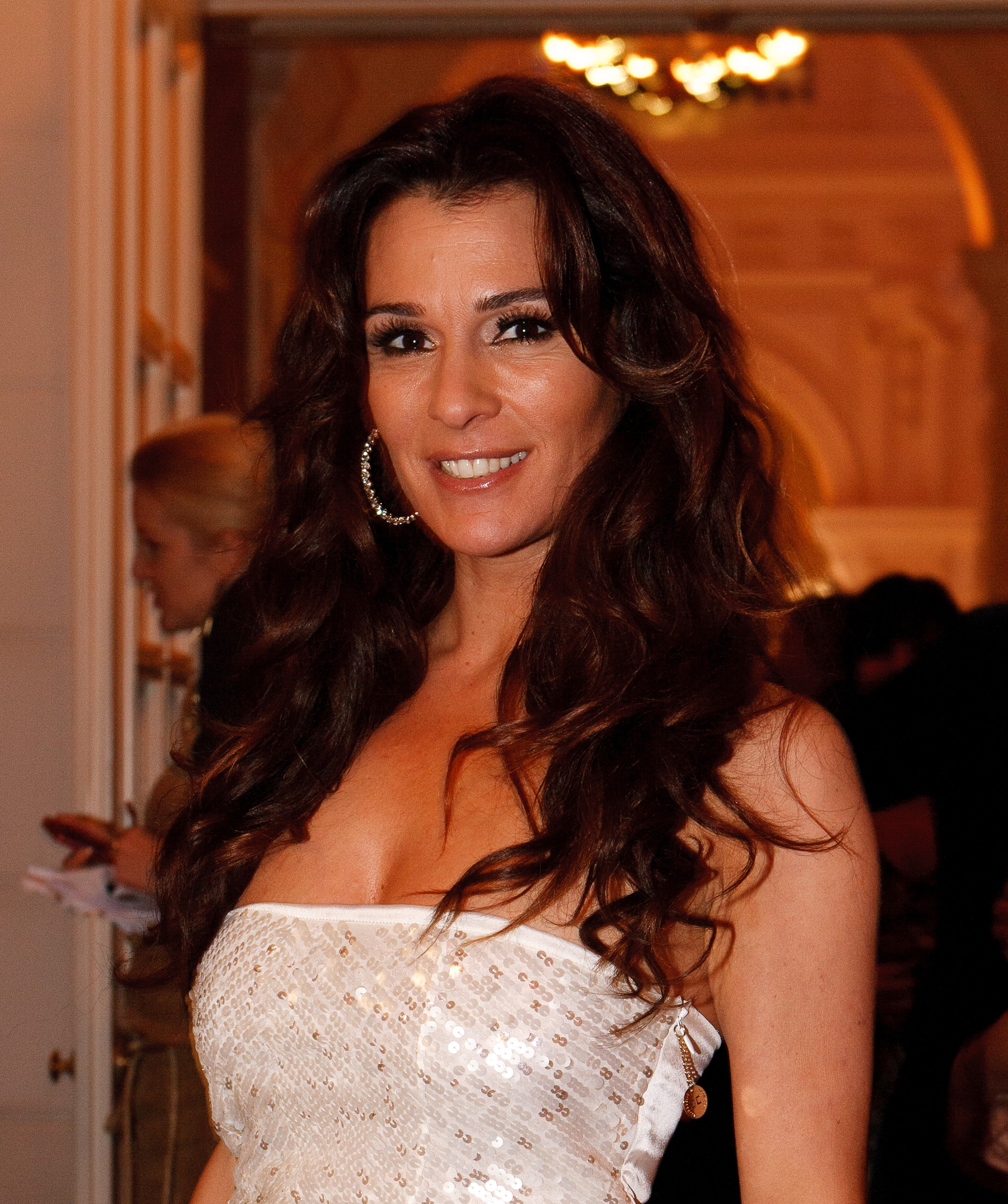
Quinty Trustfull
geboren in 1971

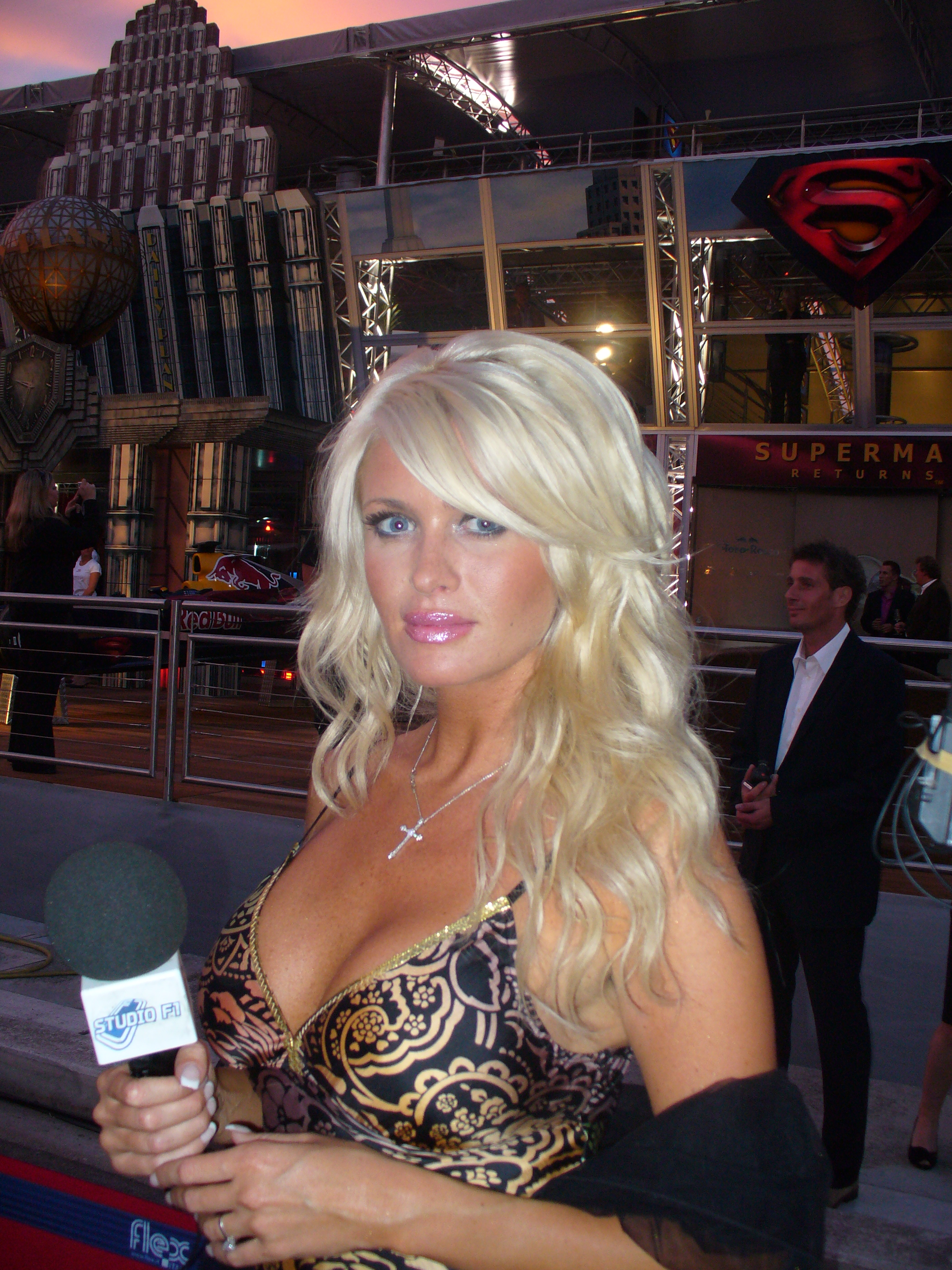
Carolina Gynning
geboren in 1978

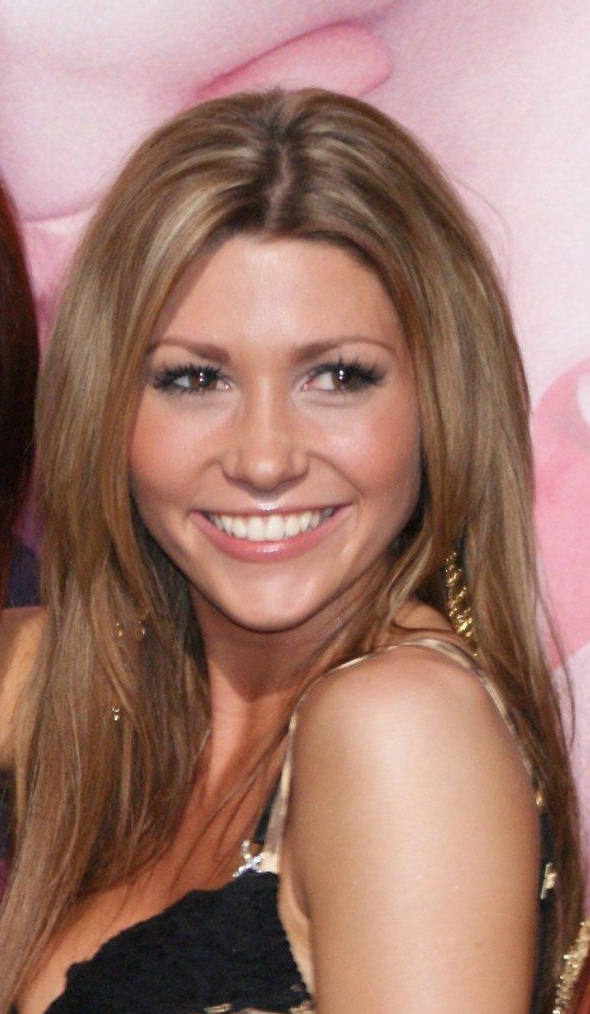
Tereza Kerndlová
geboren in 1986

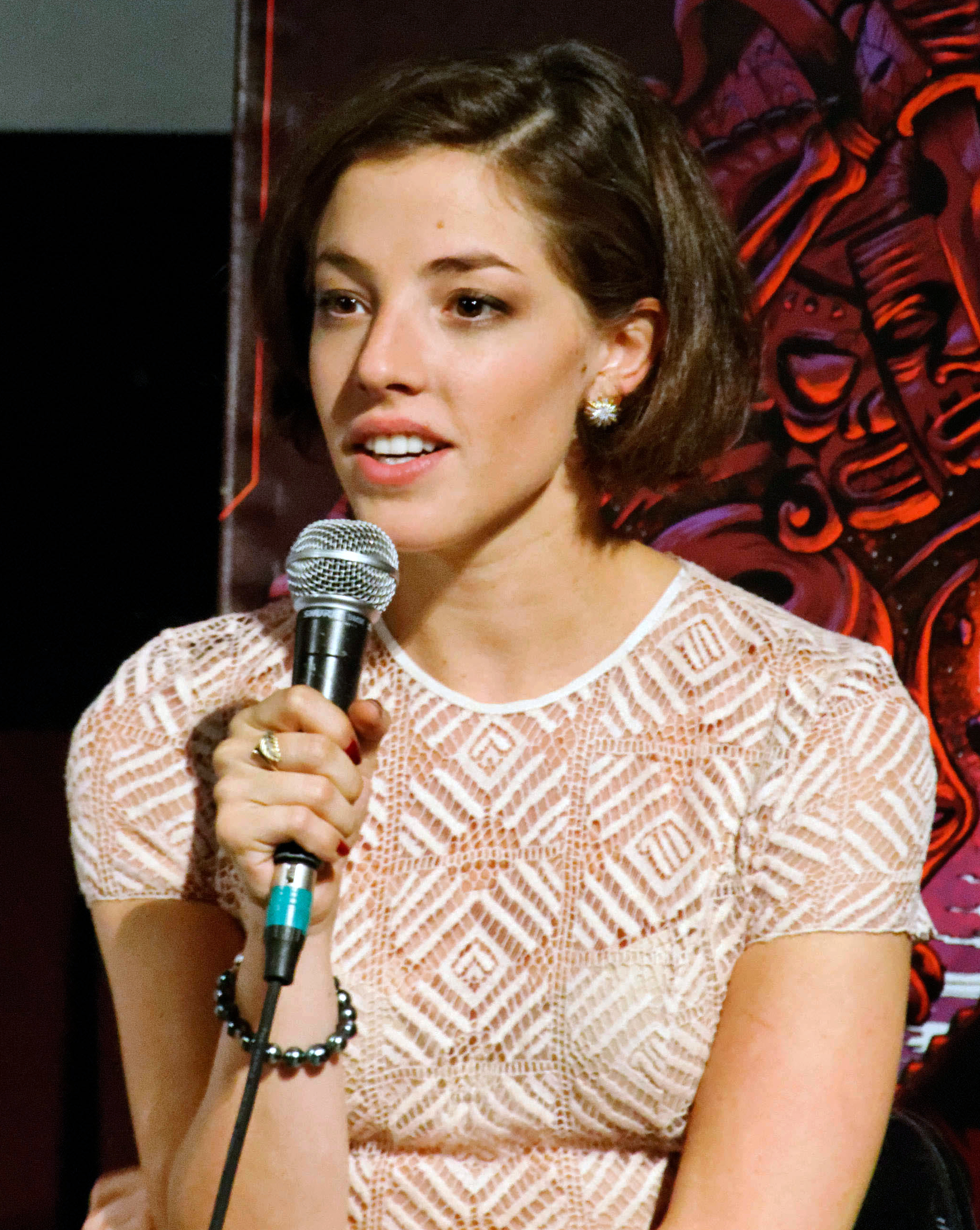
Olivia Thirlby
geboren in 1986

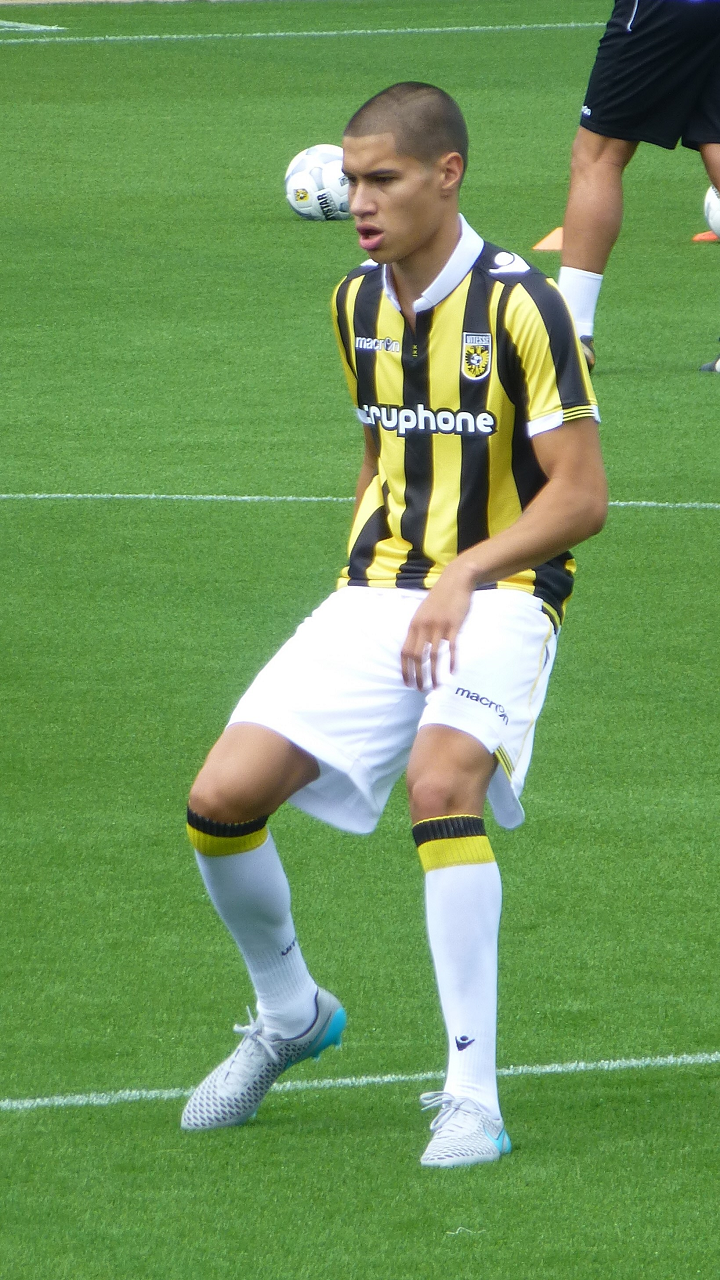
Kevin Diks
geboren in 1996

- 1459 - Martin Behaim, Duits navigator en geograaf (overleden 1507)
- 1552 - Matteo Ricci, Italiaans jezuïet en missionaris (overleden 1610)
- 1565 - Marie le Jars de Gournay, Frans dichteres (overleden 1645)
- 1769 - Berend Slingenberg, eerste burgemeester van Coevorden (overleden 1849)
- 1773 - Koning Lodewijk Filips I van Frankrijk (overleden 1850)
- 1797 - Albrecht Elof Ihre, Zweeds diplomaat en politicus (overleden 1877)
- 1797 - Joseph Othmar von Rauscher, Oostenrijks kardinaal-aartsbisschop van Wenen (overleden 1875)
- 1808 - Frederik VII van Denemarken, koning van Denemarken (overleden 1863)
- 1819 - Willem Albert Scholten, Nederlands industrieel (overleden 1892)
- 1820 - Jenny Lind, Zweeds zangeres (overleden 1887)
- 1831 - Richard Dedekind, Duits wiskundige (overleden 1916)
- 1846 - George Westinghouse, Amerikaans uitvinder (overleden 1914)
- 1860 - Marthe Massin, Belgisch schilderes en muze (overleden 1931)
- 1866 - Reginald Fessenden, Canadees ingenieur, uitvinder en radiopionier (overleden 1932)
- 1880 - Julia Culp, Nederlands zangeres (overleden 1970)
- 1886 - Edwin Fischer, Zwitsers pianist en dirigent (overleden 1960)
- 1887 - Le Corbusier, Zwitsers-Frans architect (overleden 1965)
- 1888 - Roland Garros, Frans vliegtuigpionier en oorlogsheld (overleden 1918)
- 1890 - Jan Grijseels sr., Nederlands atleet (overleden 1961)
- 1897 - Joep Nicolas, Nederlands glazenier, schilder (overleden 1972)
- 1902 - Julia Tulkens, Belgisch dichteres (overleden 1995)
- 1902 - Piet van Boxtel, Nederlands voetballer (overleden 1991)
- 1903 - Ernest Walton, Iers natuurkundige en Nobelprijswinnaar (overleden 1995)
- 1905 - Helen Wills-Moody, Amerikaans tennisspeelster (overleden 1998)
- 1906 - Janet Gaynor, Amerikaans actrice (overleden 1984)
- 1908 - Carole Lombard, Amerikaans actrice (overleden 1942)
- 1909 - Mario Luigi Ciappi, Italiaans curiekardinaal (overleden 1996)
- 1911 - Raymond Francis, Brits acteur (overleden 1987)
- 1913 - Jules Lowie, Belgisch wielrenner (overleden 1960)
- 1913 - Meret Oppenheim, Zwitsers schilder, beeldhouwer en objectkunstenaar (overleden 1985)
- 1914 - Lina Flor, Filipijns schrijfster (overleden 1976)
- 1914 - Thor Heyerdahl, Noors ontdekkingsreiziger (overleden 2002)
- 1915 - Harry van Doorn, Nederlands PPR-politicus (overleden 1992)
- 1916 - Pablo Palazuelo, Spaans kunstschilder (overleden 2007)
- 1917 - Fannie Lou Hamer, Amerikaans burgerrechtenactiviste (overleden 1977)
- 1918 - Max de Terra, Zwitsers autocoureur (overleden 1982)
- 1918 - André Pilette, Belgisch autocoureur (overleden 1993)
- 1923 - Yaşar Kemal, Turks schrijver (overleden 2015)
- 1923 - Lowell Thomas jr., Amerikaans filmregisseur, -producer en politicus (overleden 2016)
- 1927 - Paul Badura-Skoda, Oostenrijks pianist (overleden 2019)
- 1927 - Frits Dragstra, Nederlands politicus (overleden 2015)
- 1927 - Chang Yung-fa, Taiwanees ondernemer (overleden 2016)
- 1928 - Barbara Werle, Amerikaans actrice en zangeres (overleden 2013)
- 1930 - Hafiz al-Assad, president van Syrië (overleden 2000)
- 1931 - Riccardo Giacconi, Italiaans-Amerikaans natuurkundige en Nobelprijswinnaar (overleden 2018)
- 1934 - Marshall Rosenberg, Amerikaans psycholoog (overleden 2015)
- 1935 - Charito Solis, Filipijns actrice (overleden 1998)
- 1937 - Richard Maltby sr., Amerikaans componist, dirigent, arrangeur en trompettist (overleden 1991)
- 1938 - Stanley Brown, Curaçaos politiek activist (overleden 2022)
- 1938 - Victor Vroomkoning, Nederlands dichter
- 1940 - Ellen Jens, Nederlands televisieproducent en -regisseuse (overleden 2023)
- 1940 - Jan Keizer, Nederlands voetbalscheidsrechter (overleden 2024)
- 1940 - John Warnock, Amerikaans techondernemer (overleden 2023)
- 1941 - John Meachin, Canadees voetballer en voetbalscheidsrechter (overleden 2001)
- 1941 - John Nicholson, Nieuw-Zeelands autocoureur (overleden 2017)
- 1942 - Britt Ekland, Zweeds actrice
- 1942 - Björn Nordqvist, Zweeds voetballer
- 1943 - Peter Dowding, 24e premier van West-Australië
- 1943 - Michael Durrell, Amerikaans acteur
- 1943 - Cees Veerman, Nederlands zanger, componist en gitarist (overleden 2014)
- 1944 - Carlos Pace, Braziliaans autocoureur (overleden 1977)
- 1946 - Millie Small, Jamaicaans zangeres (overleden 2020)
- 1947 - Klaus Dibiasi, Italiaans schoonspringer
- 1947 - Han Peekel, Nederlands stripgoeroe, televisiepresentator en schrijver (overleden 2022)
- 1948 - Gerry Adams, Noord-Iers politicus
- 1948 - Hoàng Văn Phong, Vietnamees minister
- 1948 - Roel Robbertsen, Nederlands politicus
- 1949 - Bobby Farrell, Arubaans zanger en danser (overleden 2010)
- 1951 - Manfred Winkelhock, Duits autocoureur (overleden 1985)
- 1952 - André van Gerven, Nederlands voetballer
- 1952 - Jim McDonagh, Iers voetballer
- 1953 - Klaas Bruinsma, Nederlands drugsbaron (overleden 1991)
- 1954 - David Hidalgo, Amerikaans rockzanger en multi-instrumentalist
- 1957 - Bruce Grobbelaar, Zimbabwaans voetbaldoelman
- 1960 - Hans Kesting, Nederlands acteur
- 1960 - Yves Leterme, Belgisch politicus
- 1960 - Sergej Ponomarenko, Russisch kunstschaatser
- 1960 - Jeff Trachta, Amerikaans acteur
- 1961 - Luc Van Acker, Belgisch experimenteel muzikant, producer en platenlabelmanager
- 1961 - Katrin Dörre-Heinig, Duits atlete
- 1961 - Moshe Lion, Israëlisch bestuurder en politicus (burgemeester van Jeruzalem)
- 1962 - Mikola Koedrytskyj, Sovjet-Oekraïens voetballer (overleden 1994)
- 1962 - Gesine Walther, Oost-Duits atlete
- 1963 - Thomas Bickel, Zwitsers voetballer
- 1963 - Konstandina Konstantinou, Cypriotisch zangeres
- 1963 - Elisabeth Shue, Amerikaans actrice
- 1963 - Pieter Steinz, Nederlands journalist en schrijver (overleden 2016)
- 1964 - Joost-Pieter Katoen, Nederlands informaticus, hoogleraar
- 1965 - Cristián Bustos, Chileens triatleet
- 1965 - Jürgen Kohler, Duits voetballer
- 1965 - Janez Pate, Sloveens voetballer en voetbalcoach
- 1965 - Steve Scalise, Amerikaans politicus
- 1965 - Jan Wilm Tolkamp, Nederlands gitarist en zanger
- 1966 - Norbert ter Hall, Nederlands regisseur en producent
- 1966 - Jacqueline Obradors, Amerikaans actrice
- 1966 - Niall Quinn, Iers voetballer
- 1967 - Kennet Andersson, Zweeds voetballer
- 1967 - Sergi López Segú, Spaans voetballer (overleden 2006)
- 1968 - Bjarne Goldbæk, Deens voetballer
- 1969 - Hyun Jung-hwa, Zuid-Koreaans tafeltennisster
- 1969 - Marc van der Linden, Nederlands royaltydeskundige
- 1970 - Fredrik Ekblom, Zweeds autocoureur
- 1970 - Marco Fincato, Italiaans wielrenner
- 1970 - Amy Jo Johnson, Amerikaans actrice, zangeres, liedschrijfster, muzikante en gymnaste
- 1971 - Howard Komproe, Nederlands stand-upcomedian
- 1971 - Jacob Laursen, Deens voetballer
- 1971 - Danny Rook, Nederlands acteur en presentator
- 1971 - Quinty Trustfull, Nederlands televisiepresentatrice
- 1972 - Mark Schwarzer, Australisch voetbaldoelman
- 1973 - Ioan Gruffudd, Brits acteur
- 1973 - Hannes Hempel, Oostenrijks wielrenner
- 1973 - Wilson Boit Kipketer, Keniaans atleet
- 1974 - Josefine van Asdonk, Nederlands actrice
- 1974 - Walter Centeno, Costa Ricaans voetballer
- 1974 - Hoàng Xuân Vinh, Vietnamees schutter
- 1974 - Aki Parviainen, Fins atleet
- 1974 - Fernando Scherer, Braziliaans zwemmer
- 1974 - Jeremy Sisto, Amerikaans acteur
- 1975 - Martin Jørgensen, Deens voetballer
- 1975 - Dave Sinardet, Belgisch politicoloog en columnist
- 1976 - Aleksej Doedoekalo, Russisch autocoureur
- 1976 - Klaas van Kruistum, Nederlands deejay en radiopresentator
- 1976 - Stefan Postma, Nederlands voetballer
- 1976 - Barbie Xu, Taiwanees actrice, zangeres en televisiepresentatrice (overleden 2025)
- 1977 - Carola Schouten, Nederlands politica
- 1978 - Carolina Gynning, Zweeds model en televisiepersoonlijkheid
- 1978 - Carl Hoefkens, Belgisch voetballer
- 1978 - Benjamin Maiyo, Keniaans atleet
- 1979 - Pascal van Assendelft, Nederlands atlete
- 1979 - David di Tommaso, Frans voetballer (overleden 2005)
- 1980 - Arnaud Coyot, Frans wielrenner
- 1981 - Chiharu Icho, Japans worstelaar
- 1982 - Levon Aronian, Armeens schaker
- 1982 - Sandrine Aubert, Frans alpineskiester
- 1982 - Michael Frater, Jamaicaans atleet
- 1983 - Andrew Jones, Brits filmregisseur, scenarioschrijver, editor en filmproducent (overleden 2023)
- 1983 - Sunette Viljoen, Zuid-Afrikaans atlete
- 1983 - Asier Riesgo, Spaans voetballer
- 1984 - Valerie Adams, Nieuw-Zeelands atlete
- 1984 - Afa Anoa'i Jr., Amerikaans professioneel worstelaar
- 1984 - Aleksandr Geynrix, Oezbeeks voetballer
- 1985 - Mitchell Cole, Engels voetballer (overleden 2012)
- 1985 - Jesse Huta Galung, Nederlands tennisser
- 1985 - Robert Madley, Engels voetbalscheidsrechter
- 1985 - Munkong Sathienthirakul, Thais autocoureur
- 1986 - Adil Auassar, Nederlands voetballer
- 1986 - Michael Brandenbourg, Belgisch atleet
- 1986 - Vera Doesjevina, Russisch tennisster
- 1986 - Marion Josserand, Frans freestyleskiester
- 1986 - Tereza Kerndlová, Tsjechisch zangeres
- 1986 - Adam Kokoszka, Pools voetballer
- 1986 - Bruno Oscar Schmidt, Braziliaans beachvolleyballer
- 1986 - Olivia Thirlby, Amerikaans actrice
- 1987 - Ivelin Popov, Bulgaars voetballer
- 1987 - Mees Siers, Nederlands voetballer
- 1992 - Ellen Jansen, Nederlands voetbalster
- 1992 - Jim Pla, Frans autocoureur
- 1993 - Adam Gemili, Brits atleet en voetballer
- 1993 - Hayley Ladd, Welsh voetbalster
- 1994 - Roman de Beer, Zuid-Afrikaans autocoureur
- 1994 - Eric Lichtenstein, Argentijns autocoureur
- 1994 - Gino Boers, Nederlands voetballer
- 1995 - Casey Andringa, Amerikaans freestyleskiër
- 1995 - Cejhae Greene, atleet uit Antigua en Barbuda
- 1995 - Kirsten Nesse, Duits voetbalster
- 1996 - Kevin Diks, Nederlands voetballer
- 1997 - Kasper Dolberg, Deens voetballer
- 1997 - Theo Hernández, Frans voetballer
- 1997 - Oliver Pesch, Nederlands singer-songwriter
- 1999 - Niko Kari, Fins autocoureur
- 2000 - Zoë Më, Zwitsers zangeres
- 2000 - Isobelle Molloy, Brits actrice
- 2001 - Jens van 't Wout, Nederlands shorttracker
- 2002 - Gianmarco Garofoli, Italiaans wielrenner
- 2003 - Yasin Ayari, Zweeds-Tunesisch voetballer

## Overleden

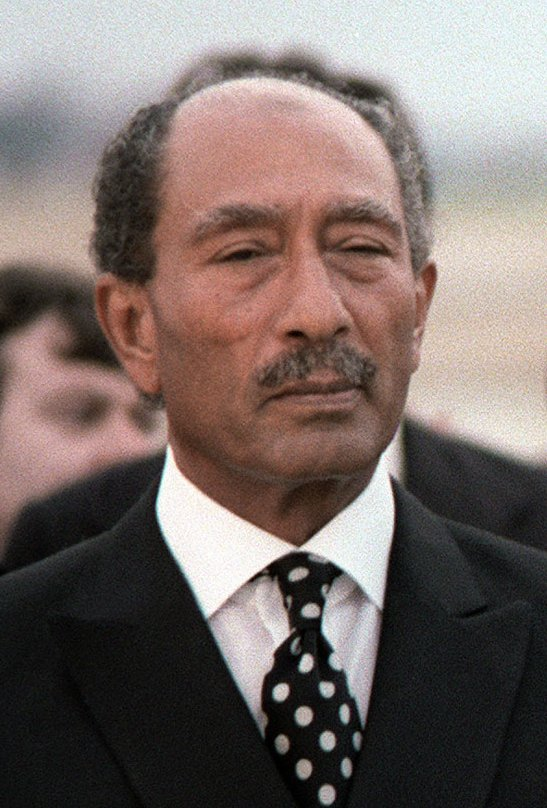
Anwar Sadat
overleden in 1981

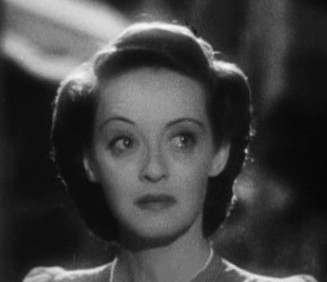
Bette Davis
overleden in 1989

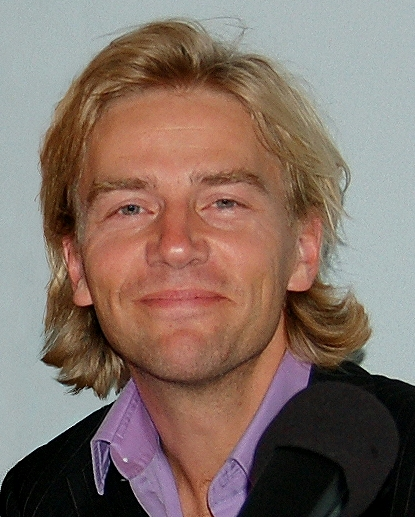
Antonie Kamerling
overleden in 2010

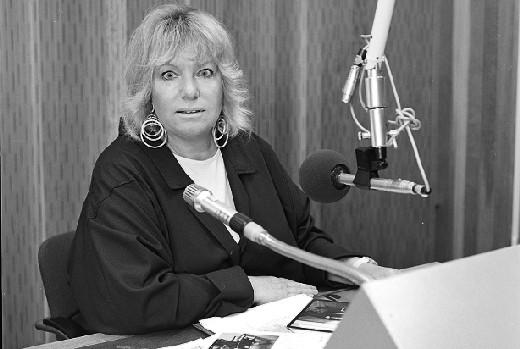
Meta de Vries
overleden in 2011

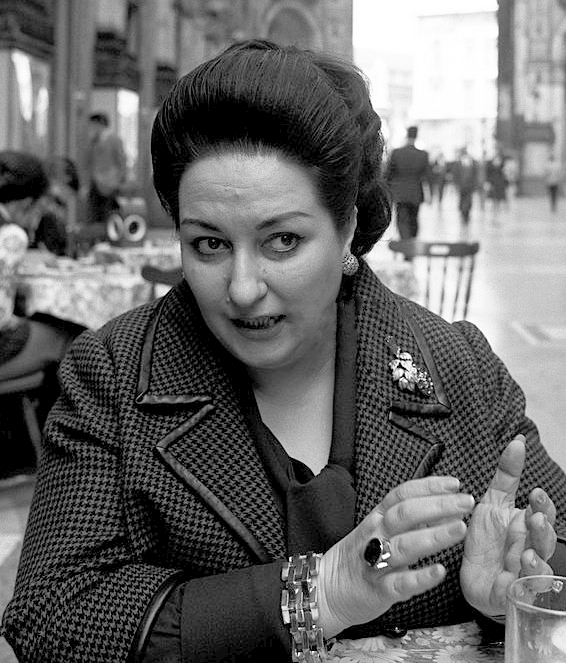
Montserrat Caballé
overleden in 2018

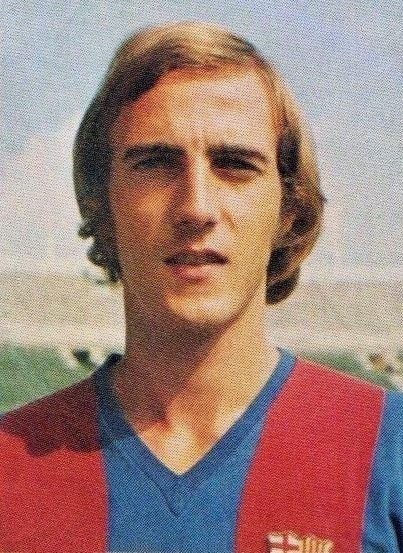
Johan Neeskens
overleden in 2024

- 404 - Aelia Eudoxia, Romeins keizerin
- 877 - Karel de Kale (54), koning van West-Francië
- 1350 - Geertruida van Merenberg (~39), Duits edelvrouw
- 1536 - William Tyndale (52), Engels vertaler
- 1640 - Wolraad IV van Waldeck-Eisenberg (52), Duits graaf
- 1651 - Heinrich Albert (47), Duits componist en dichter
- 1819 - Karel Emanuel IV (68), koning van Sardinië
- 1836 - Johannes Jelgerhuis (66), Nederlands kunstschilder en acteur
- 1867 - John Molloy, Brits pionier in West-Australië
- 1891 - Charles Stewart Parnell (45), Iers politicus
- 1892 - Alfred Tennyson (83), Brits schrijver
- 1912 - Auguste Beernaert (82), Belgisch politicus, pacifist en Nobelprijswinnaar
- 1927 - Paul Sérusier (63), Frans kunstschilder
- 1947 - Leevi Madetoja (60), Fins componist, muziekpedagoog en dirigent
- 1947 - J.M.W. Scheltema (26), Nederlands dichter
- 1951 - Gunnar Lindström (55), Zweeds atleet
- 1956 - Léon Dupont (75), Belgisch atleet
- 1959 - Balthasar van der Pol (70), Nederlands natuurkundige
- 1962 - Tod Browning (82), Amerikaans filmregisseur
- 1969 - Lando van den Berg (56), Nederlands priester, beeldhouwer, glazenier, monumentaal kunstenaar, schilder en docent
- 1973 - François Cevert (29), Frans autocoureur
- 1973 - Dick Laan (78), Nederlands kinderboekenschrijver
- 1974 - Helmuth Koinigg (26) Oostenrijks autocoureur
- 1977 - Jotie T'Hooft (21), Belgisch dichter en schrijver
- 1980 - Jean Robic (59), Frans wielrenner
- 1981 - Anwar Sadat (62), president van Egypte
- 1983 - Terence James Cooke (62), Amerikaans kardinaal-aartsbisschop van New York
- 1984 - Eliseo Pajaro (69), Filipijns componist
- 1987 - Roald Jensen (44), Noors voetballer
- 1989 - Bette Davis (81), Amerikaans actrice
- 1991 - Johan Lennarts (58), Nederlands kunstenaar en schrijver
- 1992 - Denholm Elliott (70), Engels acteur
- 1996 - Ted Daffan (84), Amerikaans countryartiest en -componist
- 1996 - Tineke Wibaut-Guilonard (74), Nederlands sociologe en verzetsstrijdster
- 1999 - Amália Rodrigues (79), Portugees fadozangeres
- 2002 - Prins Claus (76), prins-gemaal van koningin Beatrix der Nederlanden
- 2002 - Ben Eastman (91), Amerikaans atleet
- 2003 - Joop Bakker (82), Nederlands minister
- 2004 - Daniel Janssens (78), Belgisch atleet
- 2006 - Puck Brouwer (75), Nederlands atlete
- 2006 - Nolle Versyp (70), Belgisch acteur en vertaler
- 2007 - Janneke Johanna Landman (88), Nederlands voorvechtster voor de dovenwereld
- 2008 - Paavo Haavikko (77), Fins dichter, toneelschrijver en uitgever
- 2010 - Lex van Delden (63), Nederlands acteur en zanger
- 2010 - Antonie Kamerling (44), Nederlands acteur en zanger
- 2010 - Virginia Pérez-Ratton (60), Costa Ricaans kunstenares en curator
- 2010 - Piet Wijn (81), Nederlands striptekenaar
- 2011 - Diane Cilento (78), Australisch actrice
- 2011 - Meta de Vries (70), Nederlands diskjockey en jazzzangeres
- 2012 - Chadli Bendjedid (83), Algerijns politicus (derde president van Algerije)
- 2012 - Raoul De Keyser (82), Belgisch schilder
- 2012 - Albert Jozef van Saksen (77), Duits historicus
- 2013 - Nico van Kampen (92), Nederlands theoretisch fysicus en hoogleraar
- 2014 - Membrandt (Christa Maatjens; 60), Nederlands kunstenares
- 2014 - Igor Mitoraj (70), Pools beeldhouwer
- 2014 - Marian Seldes (86), Amerikaans actrice
- 2015 - Kevin Corcoran (66), Amerikaans acteur
- 2015 - Árpád Göncz (93), Hongaars president
- 2015 - Felipe Rodriquez (46), Nederlands internetpionier
- 2015 - Billy Joe Royal (73), Amerikaans zanger
- 2018 - Eef Brouwers (79), Nederlands journalist, bestuurder
- 2018 - Montserrat Caballé (85), Spaans zangeres
- 2018 - Conny Kristel (63), Nederlands historicus
- 2018 - Henk Luning (85), Nederlands hoogleraar
- 2018 - Viktoria Marinova (30), Bulgaars journaliste
- 2018 - Bert Nederlof (72), Nederlands sportjournalist, -verslaggever en auteur
- 2018 - Michel Vovelle (85), Frans historicus
- 2018 - Scott Wilson (76), Amerikaans acteur
- 2019 - Ginger Baker (80), Brits drummer
- 2019 - Martin Lauer (82), Duits atleet en schlagerzanger
- 2019 - Bernard Muna (79), Kameroens politicus
- 2020 - Eddie Van Halen (65), Nederlands-Amerikaans gitarist
- 2020 - Johnny Nash (80), Amerikaans zanger
- 2020 - Julius Vischjager (83), Nederlands journalist en uitgever
- 2020 - Tony Vos (89), Nederlands saxofonist, componist en muziekproducer
- 2021 - Tomoyasu Asaoka (59), Japans voetballer
- 2022 - Jody Miller (80), Amerikaans countryzangeres
- 2022 - Roy Radner (95), Amerikaans econoom
- 2022 - Phil Read (83), Brits motorcoureur
- 2023 - Maurice Bourgue (83), Frans hoboïst, kamermusicus, componist en dirigent
- 2023 - Loren Cunningham (88), Amerikaans zendeling en schrijver
- 2023 - Steven (Stefan Wilsens) (85), Belgisch kunstenaar en tekenaar
- 2024 - Johan Neeskens (73), Nederlands voetballer en voetbaltrainer

## Viering/herdenking
- Rooms-Katholieke kalender:

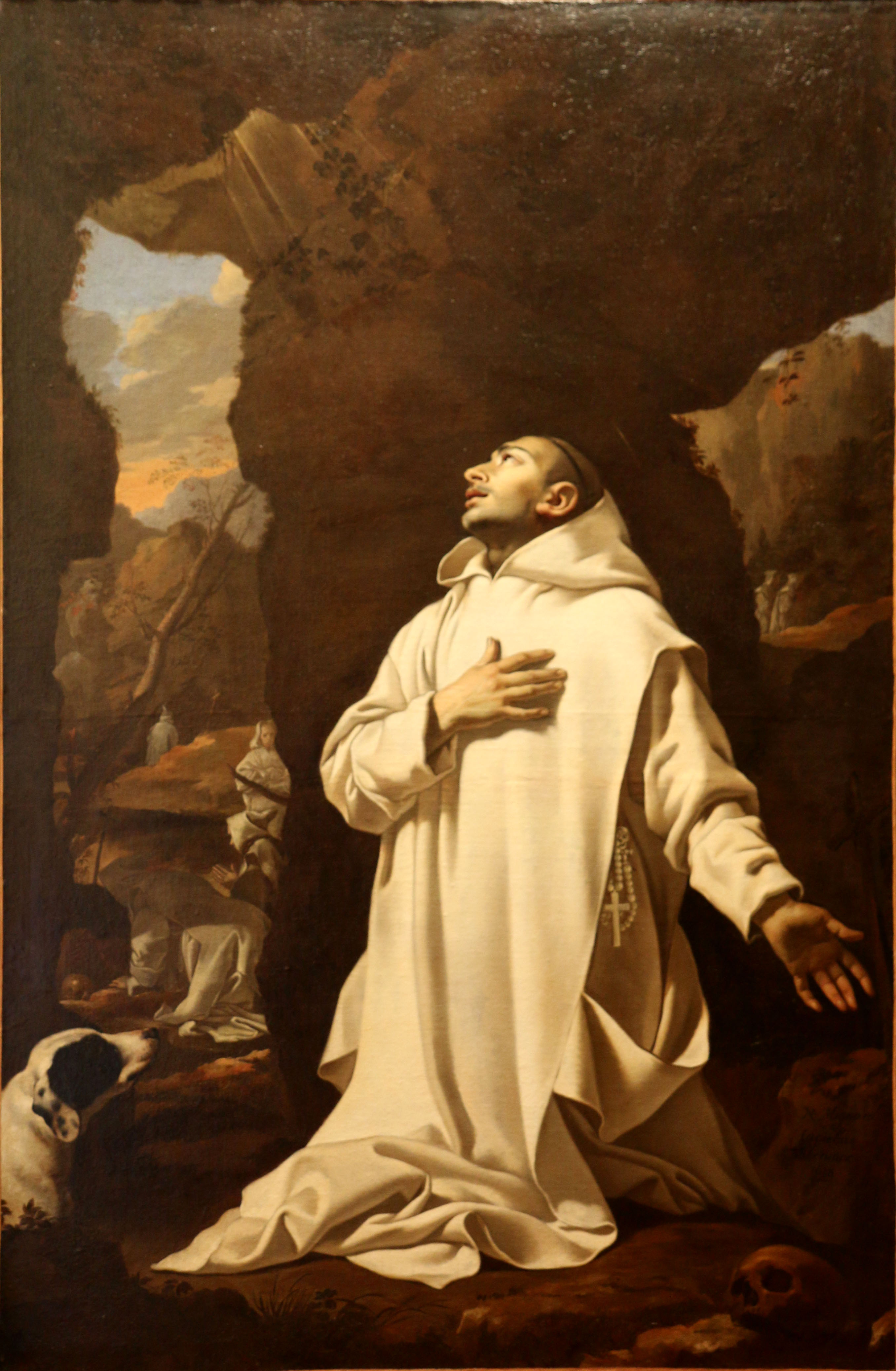

  - Heilige Bruno van Keulen († 1101) - Vrije Gedachtenis
  - Heilige Foy van Conques († c. 303)
  - Zalige Broeder Isidoor De Loor († 1916) - Gedachtenis (in bisdom Gent en bisdom Brugge)
  - Zalige Marie Rose Durocher († 1849)

## Weerextremen

### Nederland
| | Officiële records | Officiële records | Officiële records |      | Landelijke records | Landelijke records | Landelijke records   |
| Gebeurtenis | Jaar              | Extreem           | Locatie           | Jaar | Extreem            | Locatie            |                      |
| --- | ----------------- | ----------------- | ----------------- | ---- | ------------------ | ------------------ | -------------------- |
| Laagste etmaalgemiddelde temperatuur (°C) | 1912              | 3,4               | De Bilt           |      | 1936               | 2,4                | Maastricht           |
| Hoogste etmaalgemiddelde temperatuur (°C) | 1961              | 17,9              | De Bilt           |      | 1921               | 18,4               | Maastricht           |
| Laagste minimumtemperatuur (°C) | 1912              | −3,0              | De Bilt           |      | 1912               | −3,0               | De Bilt              |
| Hoogste minimumtemperatuur (°C) | 2006              | 14,0              | De Bilt           |      | 2023               | 16,8               | Wijk aan Zee         |
| Laagste maximumtemperatuur (°C) | 2019              | 9,6               | De Bilt           |      | 1936               | 7,1                | Maastricht           |
| Hoogste maximumtemperatuur (°C) | 1961              | 23,4              | De Bilt           |      | 1921               | 26,3               | Maastricht           |
| Hoogste uurgemiddelde windsnelheid (m/s) | 1905              | 13,4              | De Bilt           |      | 1954               | 22,6               | Leeuwarden           |
| Hoogste windstoot (m/s) | 1955              | 27,3              | De Bilt           |      | 1981               | 28,3               | Vlissingen, IJmuiden |
| Langste zonneschijnduur (uur) | 2007              | 10,3              | De Bilt           |      | 2018               | 10,5               | Arcen                |
| Langste neerslagduur (uur) | 1992              | 16,5              | De Bilt           |      | 1992               | 20,0               | Eelde                |
| Hoogste etmaalsom van de neerslag (mm) | 1930              | 31,6              | De Bilt           |      | 1930               | 31,6               | De Bilt              |
| Laagste etmaalgemiddelde relatieve vochtigheid (%) | 1959              | 44                | De Bilt           |      | 1959               | 44                 | De Bilt              |
| Laagste uurwaarde luchtdruk op zeeniveau (hPa) | 1988              | 988,4             | De Bilt           |      | 1988               | 983,4              | Leeuwarden           |
| Hoogste uurwaarde luchtdruk op zeeniveau (hPa) | 1971              | 1036,3            | De Bilt           |      | 1994               | 1037,3             | Maastricht           |
| Officiële records worden altijd gemeten op het KNMI-weerstation in De Bilt. Landelijke records kunnen worden gemeten op elk officieel KNMI-weerstation in Nederland. |                   |                   |                   |      |                    |                    |                      |

Uitzonderlijke gebeurtenissen
- 1919 - Laatste officiële zachte dag van het jaar (maximumtemperatuur ≥ 15 °C in De Bilt)
- 1931 - Laatste officiële warme dag van het jaar (maximumtemperatuur ≥ 20 °C in De Bilt)
- 1947 - Laatste officiële warme dag van het jaar (maximumtemperatuur ≥ 20 °C in De Bilt)
- 1950 - Laatste officiële warme dag van het jaar (maximumtemperatuur ≥ 20 °C in De Bilt)
- 1959 - Officieel maandrecord laagste etmaalgemiddelde relatieve vochtigheid in % van oktober gemeten in De Bilt: 44. Samen met 31 oktober 1920
- 1973 - Laatste officiële warme dag van het jaar (maximumtemperatuur ≥ 20 °C in De Bilt)
- 1985 - Laatste officiële warme dag van het jaar (maximumtemperatuur ≥ 20 °C in De Bilt)
- 1997 - Laatste officiële warme dag van het jaar (maximumtemperatuur ≥ 20 °C in De Bilt)

### België
Dagrecords
- 1936 - Laagste etmaalgemiddelde temperatuur 4,6 °C
- 1921 - Hoogste etmaalgemiddelde temperatuur 21,1 °C. Dit is de warmste dag ooit in de maand oktober.
- 1936 - Laagste minimumtemperatuur −0,1 °C
- 1921 - Hoogste maximumtemperatuur 27,3 °C. Dit is de hoogste maximumtemperatuur ooit in de maand oktober.
- 1901 - Hoogste etmaalsom van de neerslag 28,6 mm

Uitzonderlijke gebeurtenissen
- 1905 - Zeer vroegtijdig winteroffensief: het sneeuwt al in Bastenaken, en dit begin oktober.
- 1912 - Vroegste vorst van de eeuw in Ukkel: −0,1 °C (samen met 6 oktober 1936).
- 1917 - Sneeuw op de Baraque Michel, in Spa en aan de afdamming van de Gileppe (Jalhay) sedert begin oktober.
- 1936 - Vroegste vorst van de eeuw in Ukkel, samen met 6 oktober 1912: minimumtemperatuur tot −0,6 °C.
- 2001 - Een tornado richt schade aan in Brustem (Sint-Truiden), Aalst (Sint-Truiden) en Zoutleeuw.

<< · 1 · 2 · 3 · 4 · 5 · 6 · 7 · 8 · 9 · 10 · 11 · 12 · 13 · 14 · 15 · 16 · 17 · 18 · 19 · 20 · 21 · 22 · 23 · 24 · 25 · 26 · 27 · 28 · 29 · 30 · 31 · >>